# Taxithelium francii
Taxithelium francii är en bladmossart som beskrevs av Thériot 1910. Taxithelium francii ingår i släktet Taxithelium och familjen Sematophyllaceae. Inga underarter finns listade i Catalogue of Life.